# Titus Corlățean
Titus Corlățean, född 11 januari 1968 i Medgidia i Constanța județ, är en rumänsk politiker och diplomat som bland annat varit Rumäniens justitieminister och utrikesminister. Han tillhör Socialdemokratiska partiet, PSD.
Corlățean tog examen vid Bukarests universitets juridiska fakultet 1994. Mellan 1994 och 2001 arbetade han som diplomat vid Rumäniens utrikesministerium. Från 2001 till 2003 var han anställd i premiärministern Adrian Năstases kansli, först som rådgivare i utrikesfrågor och senare som statssekreterare för den rumänska diasporan. 2004 valdes Corlățean in i Rumäniens deputeradekammare och vid landets anslutning till Europeiska unionen 2007 blev han EU-parlamentariker. Från maj till augusti 2012 var han Rumäniens justitieminister och blev därefter utrikesminister. Han avgick som utrikesminister i november 2014 och ersattes av Teodor Meleșcanu.